# 黑百合住宅區
《黑百合公寓》（日语：クロユリ団地）是2013年5月18日上映的日本電影，由中田秀夫執導的恐怖電影。為日活創立100周年紀念作品。由前田敦子和成宮寬貴兩人主演。宣傳標語為「有誰，跟我玩」（誰か、僕と遊んで）。
这部电影在162家日本电影院上映，上映最初的5月18、19日这两天就赚取1億5342万4100日元的票房，观众达11万8885人，是当时最受欢迎的电影之一。

## 故事簡介
誤闖凶宅的少女，陷入死亡的危機
剛與家人搬進破舊住宅區的明日香（前田敦子飾演），第一天晚上，便被隔壁老人所傳出的奇怪聲響給吵醒。出於對老人的關心，明日香走進他的房中，竟發現老人已經因為營養嚴重不良而死去。更恐怖的是，老人看來就像在挖進明日香的房間。而在次日凌晨，奇怪的聲響又再度從隔壁響起…。
不久之後，明日香從遺物整理員笹原（成宮寬貴飾演）口中，得知這個社區經常發生恐怖靈異事件，也讓她開始探究死去老人所傳遞的訊息。只是她萬萬沒想到，某天自己的家人竟全員失蹤，整個家也被清空。陷入極度恐慌的明日香，轉而尋求笹原協助，兩人因而發現十三年前在這住宅區，所發生的一樁死亡之謎…

## 角色
- 二宮明日香 - 前田敦子
- 笹原忍 - 成宮寬貴
- 二宮勲 - 勝村政信
- 二宮佐智子 - 西田尚美
- ミノル / 木下稔 - 田中奏生（日语：田中奏生）
- 野野村早苗 - 手塚理美（日语：手塚理美）
- 篠崎老人 - 高橋昌也（日语：高橋昌也）

## 製作人員
- 監督 - 中田秀夫
- 企劃 - 秋元康
- 脚本 - 加藤淳也、三宅隆太
- 音樂 - 川井憲次
- 製作總指揮 - 佐藤直樹（日活）、榎本善紀（京楽産業.）
- 製作 - 鳥羽乾二郎（日活）、井坂正行（京楽産業.）、寺田篤（電通）、秋元一考（松竹）、藤岡修（HAPPINET）
- 執行製作人 - 由里敬三（日活）
- 首席製作人 - 石田雄治（日活）、阿比留一彦（電通）
- 製作人 - 田中正（日活）、秋枝正幸（日活撮影所）、末松崇洋（京楽産業.）、野地千秋（松竹）
- 總監製 - 山本章（日活）、鈴木恒夫（秋元康事務所）
- 攝影 - 林淳一郎
- 照明 - 中村裕樹
- 美術 - 矢内京子
- 錄音 - 矢野正人
- 音響效果 - 柴崎憲治（Arquebuse）
- 編輯 - 青野直子
- 服裝 - 宮本まさ江
- 演員 - 杉野剛
- 場記 - 川野恵美
- VFX導演 - 立石勝
- 副導演 - 佐伯竜一
- 製作担当 - 星野友紀
- 助理制片人 - 西尾沙織（日活）
- 企劃、製作幹事 - 日活
- 主要製作 - Django Film
- 「黑百合住宅區」製作委員会（日活、京楽産業.、電通、松竹、HAPPINET）
- 配給 - 松竹

## 票房
| 上一届： 《名偵探柯南：絕海的偵探》 | 2013年日本週末票房冠軍 第20-21周 | 下一届： 《遺落戰境》 |

## 電視劇
《黑百合公寓～序章～》於TBS電視台系列2013年4月9日起每週二 26:28 - 26:58（JST）播放電影的衍生作品，全12集。

### 角色列表
- 井村陽介 - 駿河太郎（日语：駿河太郎）
- 倉本葉子 - 佐津川愛美（日语：佐津川愛美）
- 井村奈緒美 - 松岡惠望子（日语：松岡惠望子）
- 松浦刑事 - 諏訪太朗
- 佐竹 - 森下能幸（日语：森下能幸）
- 內見的母親 - 淺野麻衣子（日语：浅野麻衣子）
- 內見的女兒 - 齊藤春貴
- ミノル / 木下稔 - 田中奏生（日语：田中奏生）

### 製作人員
- 企画 - 秋元康
- 綜合監修 - 中田秀夫
- 脚本 - 加藤淳也、三宅隆太
- 監督 - 中田秀夫、豊島圭介、久保朝洋、三宅隆太
- 音樂 - 川井憲次
- 副監督 - 久保朝洋、大橋祥正
- 場記 - 増子さおり
- 標題設計 - 赤松陽構造
- CG - 菅原悦史
- 動作指導 - 小池達朗、日野綾子
- 協力 - 日活調布撮影所
- 製作人 - 阿比留一彦、田中正、秋枝正幸
- 總監製 - 鈴木恒夫 / 持田雄平（電通）
- 執行製作人 - 西尾沙織 / 在原遥子（電通）
- 主要製作 - 日活、Django Film
- 制作 - 電通
- 製作著作 - 「黑百合住宅區」製作委員会

### 播放日程
| 各話   | 播放日期 | 監督     |
| ------ | -------- | -------- |
| 第1話  | 4月09日  | 中田秀夫 |
| 第2話  | 4月16日  | 中田秀夫 |
| 第3話  | 4月23日  | 豊島圭介 |
| 第4話  | 4月30日  | 豊島圭介 |
| 第5話  | 5月07日  | 豊島圭介 |
| 第6話  | 5月14日  | 豊島圭介 |
| 第7話  | 5月21日  | 久保朝洋 |
| 第8話  | 5月28日  | 久保朝洋 |
| 第9話  | 6月04日  | 三宅隆太 |
| 第10話 | 6月11日  | 三宅隆太 |
| 第11話 | 6月18日  | 中田秀夫 |
| 第12話 | 6月25日  | 中田秀夫 |

### 播放平台
| 播放地區   | 播放電視台   | 播放日期                | 播放時間                 | 系列    | 備註       |
| ---------- | ------------ | ----------------------- | ------------------------ | ------- | ---------- |
| 關東廣域圈 | TBS電視台    | 2013年4月9日 - 6月25日  | 星期二 26:28 - 26:58     | TBS系列 | 制作電視台 |
| 近畿廣域圈 | 每日放送     | 2013年4月12日 - 6月28日 | 星期五 25:50 - 26:20     | TBS系列 |            |
| 中京廣域圈 | 中部日本放送 | 2013年5月14日 - 6月28日 | 星期二、三 27:13 - 27:43 | TBS系列 | [ 3 ]      |
| 愛媛縣     | 愛電視台     | 2013年6月2日 - 9月8日   | 星期日 25:20 - 25:50     | TBS系列 |            |

## 相關商品

### 漫畫
- 黑百合公寓（クロユリ団地-Comic-）脚本：加藤淳也·三宅隆太、漫画：桜水樹

| 集數 | 角川書店      | 角川書店               | 長鴻出版社    | 長鴻出版社           |
| 集數 | 發售日期      | ISBN                   | 發售日期      | EAN                  |
| ---- | ------------- | ---------------------- | ------------- | -------------------- |
| 全   | 2013年4月19日 | ISBN 978-4-04-120663-8 | 2014年2月20日 | EAN 471-5409-86279-6 |

### 小說
- 黑百合公寓（クロユリ団地）脚本：加藤淳也・三宅隆太、著者：堀江純子

| 集數 | 角川書店      | 角川書店               |
| 集數 | 發售日期      | ISBN                   |
| ---- | ------------- | ---------------------- |
| 全   | 2013年4月25日 | ISBN 978-4-04-100801-0 |

## 外部連結
- 映画
  - 映画「クロユリ団地」公式サイト（松竹） （页面存档备份，存于）
  - 映画「クロユリ団地」（日活） （页面存档备份，存于）
  - 映画『クロユリ団地』的X（前Twitter）
  - 黑百合住宅區的Facebook專頁
  - YouTube上的黑百合住宅區頻道
  - クロユリ団地 - allcinema
  - クロユリ団地 - KINENOTE
  - 互联网电影数据库（IMDb）上《クロユリ団地》的资料（英文）
- 电视剧
  - テレビドラマ「クロユリ団地〜序章〜」公式サイト（松竹） （页面存档备份，存于）
  - テレビドラマ「クロユリ団地〜序章〜」（TBS） （页面存档备份，存于）